# Verdrag van Montreux

Bosporus
Dardanellen

Het Verdrag van Montreux werd op 20 juli 1936 getekend door onder andere Turkije, de Sovjet-Unie, Roemenië, Verenigd Koninkrijk, Frankrijk en Japan. Turkije verkreeg de controle over de Bosporus en de Dardanellen. Het verdrag reguleerde tevens de militaire activiteiten in de regio. Het gaf de Turken de volle controle over de straten maar garandeerde ook de vrije doorgang van koopvaardijschepen in vredestijd. De toegang van militaire schepen van landen die niet aan de Zwarte Zee liggen, werd enorm beperkt. Zo mogen vliegdekschepen de zeestraat niet passeren. Voor het toekomstige Istanboelkanaal zou die beperking niet gelden.
Door het vredesverdrag van Sèvres was in 1919 de hele zeestraat met de beide oevers tot internationaal territorium verklaard en onder toezicht van de Volkenbond geplaatst. Het gezag kwam in handen
van een internationale commissie, waarin alle grote mogendheden waren vertegenwoordigd, evenals Griekenland en de landen aan de Zwarte Zee. Turkije kreeg pas een vertegenwoordiger in de commissie toen het in 1932 tot de Volkenbond werd toegelaten. 
Het verdrag van Montreux gaf Turkije toestemming om de straten terug te militariseren. Het ging in op 9 november 1936. Het is vandaag nog steeds van toepassing behoudens enkele aanpassingen.
De Verenigde Staten hebben dit verdrag niet ondertekend.